# Garland (Carolina do Norte)
Garland é uma cidade  localizada no estado norte-americano de Carolina do Norte, no Condado de Sampson.

## Demografia
Segundo o censo norte-americano de 2000, a sua população era de 808 habitantes.
Em 2006, foi estimada uma população de 837, um aumento de 29 (3.6%).

## Geografia
De acordo com o United States Census Bureau tem uma área de 2,8 km², dos quais 2,8 km² cobertos por terra e 0,0 km² cobertos por água. Garland localiza-se a aproximadamente 36 m acima do nível do mar.

## Localidades na vizinhança
O diagrama seguinte representa as localidades num raio de 24 km ao redor de Garland.